# Quốc hội Nhân dân Algérie
Quốc hội Nhân dân Algérie (al-Majlis al-Sha'abi al-Watani), viết tắt APN, là hạ viện của Nghị viện Algeria. Viện gồm 462 thành viên được bầu trực tiếp bởi cử tri. Gồm 462 ghế, 8 trong đó dành cho người Algérie sống ở hải ngoại. Thành viên của Đại Hội đồng Nhân dân được bầu trực tiếp thông qua tỷ lệ đại diện ở các quận và có nhiệm kỳ 5 năm. Cuộc bầu cử gần nhất ngày 10/5/2012 và sẽ được bầu lại ngày 17/5/2017. Viện và Nghị viện Algérie thường được coi khiing đại diện trực tiếp cho nhân dân Algérie vì tổng thống nắm quyền kiểm soát đa số. Độ tuổi tối thiểu vào APN là 28.
Có 48 tỉnh, được gọi là wilayat, ở Algérie và 4 khu vực bầu cử hải ngoại. Mỗi ghế đại diện cho 80.000 người và bổ sung wilaya là 40,000. Chủ tịch APN hiện nay là Mohamed Al-Arabi Ould Khalifa. Nữ giới chiếm 3.4% thành viên APN. Độ tuổi tối thiểu bầu cử là 18. Bầu cử không bắt buộc.

## Lịch sử
Cuộc bầu cử đầu tiên của Đại Hội đồng Nhân dân được tổ chức vào ngày 20 tháng 9 năm 1962. Trong năm 1963, Tổng thống nước Cộng hòa Algérie, Ahmed Ben Bella, cho giải tán hoạt động APN và thiết lập Hội đồng Cách mạng kéo dài từ năm 1965 đến năm 1976. APN được tái lập vào năm 1976 với việc thông qua hiến pháp mới của Algérie, đồng thời thiết lập đơn viện lập pháp. Cho đến năm 1991, đảng cầm quyền là Mặt trận Giải phóng Quốc gia (FLN), và trong thực tế, năm 1976 Hiến pháp Algérie coi FLN như độc đảng tại Algérie. Các cuộc bầu cử APN đầu tiên với nhiều bên được tổ chức vào tháng 5 năm 1991. Sau một dự đoán Mặt trận Bảo vệ Hồi giáo (FIS) chiến thắng, một đảng đối lập chính thống, lực lượng vũ trang nhân dân quốc gia Algérie đã hủy bỏ kết quả bầu cử. Một cơ quan lập pháp thay thế, Hội đồng tư vấn quốc gia, được thành lập vào tháng 4 năm 1992 và kéo dài cho đến tháng 5 năm 1994, khi Hội đồng chuyển tiếp quốc gia nắm quyền cho đến khi cuộc bầu cử tiếp theo được tổ chức vào ngày 05 tháng 6 năm 1997. Năm 1996, cơ quan lập pháp chia thành hai viện hình thành Quốc hội Algérie với việc phê chuẩn hiến pháp mới.